# Rhizomanie
La rhizomanie de la betterave est une maladie virale végétale qui affecte les cultures de betteraves.
L'agent pathogène responsable de cette maladie est un phytovirus du genre Benyvirus, le virus des nervures jaunes nécrotiques de la betterave (BNYVV, Beet necrotic yellow vein virus).
Ce virus est transmis à la betterave par un protiste (pseudo-champignon) du sol, Polymyxa betae.
La rhizomanie est l'une des maladies les plus limitantes sur le plan économique pour la culture de la betterave sucrière car elle affecte à la fois le rendement et la teneur en sucre. Présente dans toutes les régions de culture de la betterave, elle a été signalée pour la première fois en Italie en 1959 et est apparue aux États-Unis, en Californie, en 1984.
Le terme « rhizomanie », c'est-à-dire « manie des racines », apparu en 1966, fait référence à l'un des symptômes racinaires de la maladie, qui consiste en une prolifération du chevelu racinaire.